# Navoiy
Navoiy là một thành phố tỉnh lỵ tỉnh Navoiy của Uzbekistan. Thành phố Navoiy có diện tích  km², dân số thời điểm năm 2009 là người. Đây là thành phố lớn thứ tại Uzbekistan.

## Khí hậu
| Dữ liệu khí hậu của Navoiy (1981–2010)         | Dữ liệu khí hậu của Navoiy (1981–2010) | Dữ liệu khí hậu của Navoiy (1981–2010) | Dữ liệu khí hậu của Navoiy (1981–2010) | Dữ liệu khí hậu của Navoiy (1981–2010) | Dữ liệu khí hậu của Navoiy (1981–2010) | Dữ liệu khí hậu của Navoiy (1981–2010) | Dữ liệu khí hậu của Navoiy (1981–2010) | Dữ liệu khí hậu của Navoiy (1981–2010) | Dữ liệu khí hậu của Navoiy (1981–2010) | Dữ liệu khí hậu của Navoiy (1981–2010) | Dữ liệu khí hậu của Navoiy (1981–2010) | Dữ liệu khí hậu của Navoiy (1981–2010) | Dữ liệu khí hậu của Navoiy (1981–2010) |
| Tháng                                          | 1                                      | 2                                      | 3                                      | 4                                      | 5                                      | 6                                      | 7                                      | 8                                      | 9                                      | 10                                     | 11                                     | 12                                     | Năm                                    |
| ---------------------------------------------- | -------------------------------------- | -------------------------------------- | -------------------------------------- | -------------------------------------- | -------------------------------------- | -------------------------------------- | -------------------------------------- | -------------------------------------- | -------------------------------------- | -------------------------------------- | -------------------------------------- | -------------------------------------- | -------------------------------------- |
| Trung bình ngày tối đa °C (°F)                 | 6.8 (44.2)                             | 10.0 (50.0)                            | 15.8 (60.4)                            | 23.5 (74.3)                            | 29.0 (84.2)                            | 34.7 (94.5)                            | 36.2 (97.2)                            | 35.0 (95.0)                            | 29.6 (85.3)                            | 22.6 (72.7)                            | 15.7 (60.3)                            | 9.1 (48.4)                             | 22.3 (72.2)                            |
| Tối thiểu trung bình ngày °C (°F)              | −1.2 (29.8)                            | 0.3 (32.5)                             | 4.7 (40.5)                             | 10.5 (50.9)                            | 14.7 (58.5)                            | 18.7 (65.7)                            | 20.4 (68.7)                            | 18.2 (64.8)                            | 12.6 (54.7)                            | 7.2 (45.0)                             | 3.7 (38.7)                             | 0.3 (32.5)                             | 9.2 (48.5)                             |
| Lượng Giáng thủy trung bình mm (inches)        | 28.1 (1.11)                            | 28.6 (1.13)                            | 40.9 (1.61)                            | 25.9 (1.02)                            | 16.0 (0.63)                            | 1.7 (0.07)                             | 1.8 (0.07)                             | 0.5 (0.02)                             | 1.8 (0.07)                             | 3.6 (0.14)                             | 17.7 (0.70)                            | 27.3 (1.07)                            | 193.9 (7.64)                           |
| Số ngày giáng thủy trung bình                  | 10                                     | 10                                     | 10                                     | 8                                      | 6                                      | 2                                      | 1                                      | 1                                      | 1                                      | 4                                      | 7                                      | 8                                      | 68                                     |
| Nguồn: Trung tâm Khí tượng Thủy văn Uzbekistan |                                        |                                        |                                        |                                        |                                        |                                        |                                        |                                        |                                        |                                        |                                        |                                        |                                        |